# コンスタンティン・ティフ
コンスタンティン・ティフ（ブルガリア語: Константин Тих、? - 1277年）は、第二次ブルガリア帝国の皇帝（ツァール、在位1257年 - 1277年）。スコピエの貴族ティフの子として生まれ、セルビア王ステファン・ネマニャを母方の祖父に持つ。セルビア王ステファン・ウロシュ1世はコンスタンティン・ティフの伯父にあたる。

## 生涯

### 治世の前期
1257年のブルガリア皇帝カリマン2世の死後にベオグラードの総督ロスチスラフ・ミハイロヴィチによって皇帝に推されたミツォ・アセンに対して、ブルガリアの貴族はコンスタンティン・ティフを皇帝に擁立した。
1261年にコンスタンティンの軍はミツォ・アセンから決定的な勝利を収め、敗れたミツォ・アセンは東ローマ皇帝ミカエル8世の元に亡命した。コンスタンティンは帝位の正当性を強調するため、アセン家の血を引くニカイア皇帝テオドロス2世の娘イレネ (Irene Doukaina Laskarina)と結婚し、「アセン（Асен）」姓を名乗った。
1259年から1261年にかけて、コンスタンティンはミツォ・アセン以外にハンガリーとも戦わなければならなかった。1259年にハンガリー軍はブルガリアに侵入し、1260年にコンスタンティンは短い期間セヴェリンを支配した。しかし、1261年にハンガリーの王子イシュトヴァーンに率いられたハンガリー軍はセヴェリンを奪回し、ブルガリアの支配下にあったヴィディンとロムを一時的に占領した。ブルガリア軍はヴィディンを統治するロシア出身の貴族ヤコブ・スヴェトスラフの指揮下で失地を奪回した。
1261年にニカイア皇帝ヨハネス4世がミカエル8世によって廃位された後、ヨハネス4世の義兄弟にあたるコンスタンティンはミカエル8世と敵対する。1264年にモンゴル国家のジョチ・ウルスの軍隊が再興した東ローマ帝国の領土に侵入するとブルガリア軍も入寇に参加するが、ブルガリアの国威を向上させるほどの成果は挙げられなかった。

### マリアとの結婚

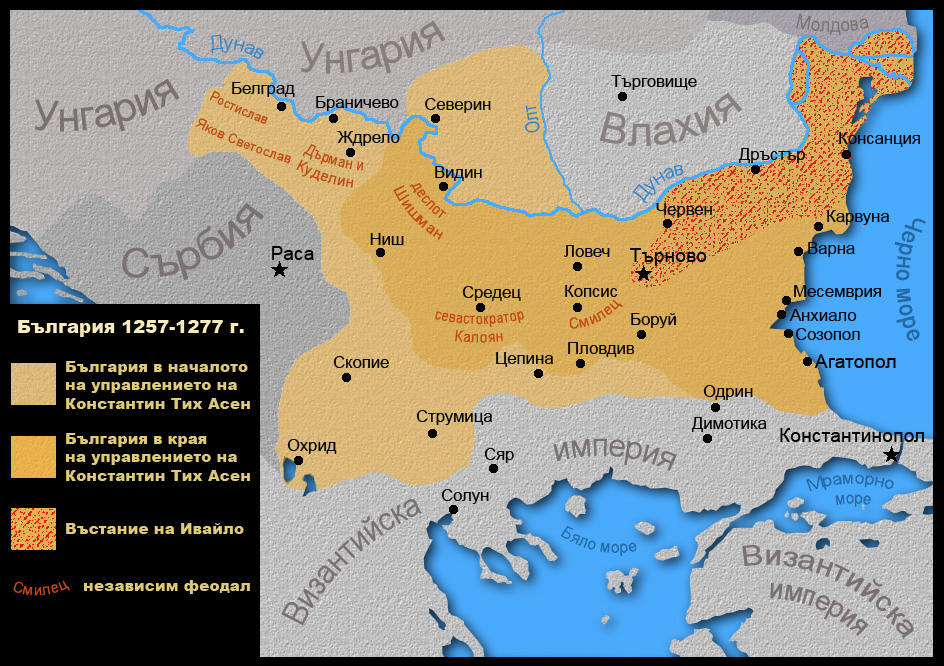
コンスタンティン・ティフ在位中のブルガリアの領土

ブルガリアはハンガリーと東ローマに対抗するため、シチリア王カルロ1世が提唱する反ミカエル8世の同盟に加わった。
1268年に妃のイレネが亡くなると、翌1269年にコンスタンティンはミカエル8世の姪マリアを娶り、東ローマとの関係の改善を図った。しかし、マリアの婚資として約束されていたアンギアロス（現在のポモリエ）とメセンブリア（現在のネセバル）の譲渡を巡り、東ローマとの関係が悪化する。ミカエル8世は非嫡出の娘エヴフロシニをジョチ・ウルスの有力者ノガイに嫁がせてブルガリアに対抗し、東ローマの同盟者となったノガイの軍は1274年にブルガリアで略奪を行った。このためブルガリア軍は撤退しなければならず、アンギアロスとメセンブリアの請求権は放棄された。
また、ミカエル8世は1274年に開催された第2リヨン公会議に使節を送り、正教会とローマ教会の合同を承諾し、このためブルガリアと東ローマの関係は悪化した。東ローマ貴族の間では教会合同に対する賛否が分かれており、コンスタンティンの妃マリアと彼女の母は、教会合同に対して否定的な立場を取っていた。
治世の末期、コンスタンティンは落馬のために体の一部が麻痺し、原因不明の病に罹る。コンスタンティンの代理として妃のマリアが政務を執り、1272年ごろに2人の間に生まれたばかりの子ミハイルを共同統治者に戴冠した。マリアは1270年代の東ローマとの外交で主要な役割を果たし、また1276年にヴィディンで皇帝を僭称していたヤコブ・スヴェトスラフの毒殺を指示した。
一方、軍費を費やした末の敗戦、度重なるモンゴル軍の侵入、経済不安はブルガリアの農民を苦しめ、1277年に農民イヴァイロが指導する民衆の蜂起が発生する。コンスタンティンは反乱の鎮圧に向かい、反乱軍との会戦では脚に障害を負っていたコンスタンティンは馬車に乗って指揮を執った。しかし、皇帝側は大敗し、コンスタンティンは捕らえられて殺害された。

## 家族
コンスタンティン・ティフは生涯に3度結婚したが、最初の妻とその間に生まれた子の名前は不明である。
- 妻：イレネ - 2人目の妻。ニカイア皇帝テオドロス2世の娘。1268年没。
- 妻：マリア - 3人目の妻。東ローマ皇帝ミカエル8世の姪。
  - 子：ミハイル